# Levan Metreveli
Levan Metreveli Vartanov (ur. 5 grudnia 1984) – hiszpański zapaśnik walczący w stylu wolnym. Zajął trzynaste miejsce na mistrzostwach świata w 2013 roku. 
Piąty na mistrzostwach Europy w 2017 i 2018. Dwunasty na igrzyskach europejskich w 2015 i trzynasty w 2019. Piętnasty w indywidualnym Pucharze Świata w 2020. Srebrny medalista igrzysk śródziemnomorskich w 2022. Mistrz śródziemnomorski w 2015 roku.